# Constitució de la República Popular de la Xina
La Constitució de la República Popular de la Xina és la llei suprema de la República Popular de la Xina (RPX). Va ser adoptada pel 5è Congrés Nacional Popular el 4 de desembre de 1982, amb revisions cada cinc anys aproximadament. És la quarta constitució de la història de la RPC, que substitueix la constitució de 1954, la constitució de 1975 i la constitució de 1978.

## Història
La primera Constitució de la República Popular de la Xina va ser aprovada l'any 1954. Després de dues versions intermèdies promulgades el 1975 i el 1978, l'any 1982 es va modificar per l'actual. Hi havia diferències significatives entre cadascuna d'aquestes versions i la Constitució de 1982 s'ha modificat posteriorment cinc vegades. A més, l'evolució de les convencions constitucionals ha comportat canvis significatius en l'estructura del govern xinès sense plasmar necessàriament aquests canvis al text constitucional.

## Estructura
1. Preàmbul
2. Principis generals (Capítol 1)
3. Els drets i deures fonamentals dels ciutadans (Capítol 2)
4. L'Estructura de l'Estat (Capítol 3), que inclou els òrgans estatals com l'Assemblea Popular Nacional, el President de la República Popular de la Xina, el Consell d'Estat, la Comissió Militar Central, els Congressos Populars Locals a tots els nivells territorials i els seus respectius governs locals, els òrgans autònoms de les regions autònomes, les comissions de supervisió, els jutjats populars i les fiscalies populars.
5. La Bandera Nacional, l'Himne Nacional, l'Emblema Nacional i la Capital (Capítol 4).

## Constitució de 1982
Des de la constitució de 1982 hi ha hagut cinc revisions importants per part de l'Assemblea Popular Nacional (APN), canvis facilitats per la pròpia Constitució que proporciona una base legal per als grans canvis en les institucions socials, econòmiques i burocràtiques del país. Els càrrecs de President i Vicepresident (que es van abolir a les constitucions de 1975 i 1978) es restableixen a la Constitució de 1982.
Abans de 1982 no hi havia límits de mandat als llocs de lideratge clau. Deng va imposar un límit de dos mandats (10 anys en total) a tots els càrrecs exceptuant al president de la Comissió Militar Central.
Gran part de la Constitució de la RPX es basa en la Constitució de la Unió Soviètica de 1936, però hi ha algunes diferències significatives. Per exemple, mentre que la constitució soviètica conté un dret explícit de secessió, la constitució xinesa la prohibeix explícitament; la constitució soviètica estructura el territori mitjançant un sistema federal, mentre que la constitució xinesa un sistema centralista. La Constitució de 1982 és un document llarg i híbrid amb 138 articles. Moltes seccions es van adaptar directament de la constitució de 1978, però molts dels seus canvis deriven de la constitució de 1954. Concretament, la nova Constitució no posa accent en la lluita de classes i posa màxima prioritat al desenvolupament i a la incorporació dels interessos de grups no partidistes que poden tenir un paper central en la modernització i l'economia.
L'article 1 de la Constitució descriu la Xina com "un estat socialista sota la dictadura democràtica popular", que significa que el sistema es basa en una aliança de les classes treballadores —en terminologia comunista, obrers i camperols— i està dirigit pel Partit Comunista Xinès (PCX), avantguarda de la classe obrera. En altres llocs, la Constitució també preveu un paper destacable als grups que conformen l'òrbita del Partit, com altres partits o les organitzacions de masses.
La Constitució de 1982 elimina gairebé tota la retòrica associada a la Revolució Cultural incorporada a la versió de 1978. De fet, la Constitució omet totes les referències a la Revolució Cultural i reafirma les contribucions del president Mao Zedong d'acord amb una important reavaluació històrica formulada el juny de 1981 durant el sisè ple de l'11è Comitè Central, la "Resolució sobre algunes qüestions històriques del Partit des de la fundació de la República Popular".
Segons la Constitució, els drets i les obligacions dels ciutadans s'exposen amb un detall que supera amb escreix el previst a la constitució de 1978. Probablement perquè la Revolució Cultural es va caracteritzar elevats nivells de violència, la Constitució de 1982 presta molta atenció a aclarir els "drets i deures fonamentals" dels ciutadans, com el dret a votar i a presentar-se a les eleccions a partir dels divuit anys, excepte per les persones privades per llei. La Constitució també garanteix la llibertat de culte religiós així com la "llibertat de no creure en cap religió" i afirma que "els cossos i els afers religiosos no estan subjectes a cap dominació estrangera".
L'article 35 de la Constitució de 1982 proclama que "els ciutadans de la República Popular de la Xina gaudeixen de llibertat d'expressió, de premsa, de reunió, d'associació, de processó i de manifestació". A la constitució de 1978, aquests drets estaven garantits, però també ho estaven el dret de vaga i els "quatre grans drets", sovint anomenats "quatre grans": parlar lliurement, punts de vista lliures, mantenir grans debats i publicar cartells propagandístics (dazibao). El febrer de 1980, després del període del Mur de la Democràcia, els quatre grans van ser abolits en resposta a una decisió del partit ratificada per l'Assemblea Popular Nacional. El dret de vaga també es va retirar de la Constitució de 1982. L'expressió generalitzada dels quatre grans drets durant les protestes estudiantils de finals de 1986 va provocar una forta censura del règim. La resposta oficial citava l'article 53 de la Constitució de 1982, que estableix que els ciutadans han de complir la llei i observar la disciplina laboral i l'ordre públic. A més de ser il·legal, practicar els quatre grans drets era l'oportunitat de criticar el Partit, que era, de fet, el que apareixia als cartells dels parets dels estudiants. En una nova era que lluitava per l'estabilitat política i el desenvolupament econòmic, els líders del partit consideraven que els quatre grans drets eren políticament desestabilitzadors. Actualment, els ciutadans xinesos tenen prohibit formar nous partits polítics.
Entre els drets polítics que atorga la constitució, tots els ciutadans xinesos tenen dret a escollir i ser elegits com a representants públics. No obstant això, amb la llei electoral promulgada posteriorment, els residents rurals només tenien 1/4 de vot del poder dels ciutadans (abans 1/8). Com que els ciutadans xinesos es classifiquen en residents rurals i residents de ciutats, i la constitució no estipula la llibertat de transferència, aquests residents rurals estan restringits per l'Hukou (residència permanent registrada) i tenen menys drets polítics, econòmics i educatius. L'esmentada proporció de poder de vot es va reajustar a 1:1 en una esmena a la llei electoral aprovada el març de 2010.
La Constitució de l'Estat de 1982 també és més específica sobre les responsabilitats i funcions dels càrrecs i òrgans de l'estructura estatal. Hi ha advertències clares contra les pràctiques abusives, com ara concentrar el poder en mans d'uns quants líders i permetre lideratges massa prolongats en el temps. D'altra banda, la constitució s'oposa fermament al sistema occidental de separació de poders. Estipula que l'APN és el màxim òrgan del poder de l'autoritat estatal, sota el qual són responsables el Consell d'Estat, el Tribunal Popular Suprem i la Fiscalia Popular Suprema.
A més, la Constitució de 1982 proporciona un marc legal extens per a les polítiques econòmiques liberalitzadores dels anys vuitanta. Permet al sector econòmic que no és propietat de l'estat un paper més ampli i preveu una activitat econòmica privada limitada. Els membres de cooperatives rurals tenen dret "a conrear parcel·les privades, dedicar-se a la producció domèstica secundària i criar bestiar de propietat privada". L'èmfasi econòmic principal es dona a l'expansió de l'economia nacional, que s'ha d'aconseguir equilibrant la planificació econòmica centralitzada amb la regulació suplementària del mercat.
Una altra diferència clau entre les constitucions estatals de 1978 i 1982 és l'enfocament d'aquest últim a l'ajuda externa per al programa de modernització. Mentre que la constitució de 1978 va posar èmfasi en l'"autosuficiència" en els esforços de modernització, la carta magna de 1982 proporciona la base constitucional per al conjunt de lleis aprovades per l'APN els anys següents que permeten i fomenten una àmplia participació estrangera en tots els aspectes de l'economia. A més, reflecteix l'orientació més flexible i menys ideològica de la política exterior. S'han abandonat frases com "internacionalisme proletari " i "imperialisme social".

## Revisions i esmenes

### 7è Congrés Nacional del Poble (1988)
L'Assemblea Popular Nacional va modificar els articles 10 i 11 de la Constitució, amb el que es permetria el sector privat i la cessió de la propietat de la Terra.

### 10è Congrés Nacional del Poble (2004)
La Constitució va ser modificada el 14 de març de 2004 per incloure garanties pel que fa a la propietat privada: "no es vulnerarà la propietat privada dels ciutadans obtinguda legalment"; i els drets humans: "l'Estat respecta i protegeix els drets humans". El govern va argumentar que això representava un progrés per a la democràcia xinesa i era un senyal del Partit Comunista a la necessitat d'adaptar-se a l'economia xinesa en auge, que havia creat una classe mitjana que exigia protecció de la propietat privada.
El líder xinès Hu Jintao va dir que "Aquestes esmenes de la constitució xinesa són de gran importància per al desenvolupament de la Xina […] Farem seriosos esforços per dur-los a terme a la pràctica".

### 12è Congrés Nacional del Poble (2018)
La Constitució va ser modificada l'11 de març de 2018, amb 2.958 vots a favor, dos en contra i tres abstencions, per incloure revisions que reforcessin encara més el control i la supremacia del Partit Comunista, com ara la creació de la Comissió Nacional de Supervisió, l'establiment d'una nova agència contra les martingales, l'ampliació dels poders dels comitès de vigilància del Partit, plasmant la perspectiva científica sobre el desenvolupament de Hu Jintao i el pensament de Xi Jinping al preàmbul de la Constitució, i es va eliminar els límits de mandat per als presidents com vicepresidents, permetent a Xi Jinping romandre president indefinidament. L'esmena també afegeia les frases "Partit Comunista de la Xina" i el seu "lideratge" al cos principal de la Constitució. Abans, el PCX i la seva direcció només s'esmentaven al preàmbul. Els preàmbuls constitucionals sovint no són legalment vinculants (com passa amb la constitució dels Estats Units).
Actualment, el lideratge del PCX està constitucionalment consagrat com a "tret definitiu del socialisme amb característiques xineses" i, per tant, estableix el govern de partit únic com un fi en si mateix:
| « | Partit, govern, exèrcit, societat civil i acadèmic, nord, sud, est, oest i centre, el Partit lidera tothom. | » |

## Compliment constitucional
La constitució estableix que l'Assemblea Popular Nacional (APN) i el seu Comitè Permanent tenen el poder de revisar si les lleis o activitats violen la constitució. A diferència de molts sistemes jurídics occidentals, els tribunals no tenen el poder de revisió judicial i no poden invalidar un estatut perquè viola la constitució.
Des de l'any 2002, un comitè especial dins de l'APN anomenat Comitè de Constitució i Llei de l'Assemblea Popular Nacional ha estat responsable de la revisió i l'aplicació constitucionals. El comitè mai ha dictaminat explícitament que una llei o reglament sigui inconstitucional. Tanmateix, en un cas, després de la protesta mediàtica per la mort de Sun Zhigang, el Consell d'Estat es va veure obligat a eliminar les regulacions que permetien a la policia detenir persones sense permís de residència després que el Comitè Permanent de l'Assemblea Popular Nacional (CPANP) deixés clar que la norma era inconstitucional.
El gener de 2020, el CPANP va dur a terme una revisió constitucional, orientada a la normativa local sobre "les escoles de tots els nivells i de les regions amb minories ètniques haurien d'utilitzar la llengua del grup ètnic o la llengua que utilitza habitualment el grup ètnic per a l'ensenyament" i que "alguns cursos en escoles amb minories es poden impartir en xinès amb l'aprovació del departament d'administració educativa local". El Comitè d'Afers Legislatius va considerar que les disposicions esmentades anteriorment eren incompatibles amb les disposicions de l'article 19, paràgraf 5 de la Constitució sobre la promoció de Putonghua (xinès mandarí estàndard) i les disposicions de la "Llei nacional de la llengua comuna", la "Llei d'educació" i ens va instar les autoritats locals a canviar.
El novembre de 2020, el 13è Comitè Permanent de l'APN va adoptar mesures per la integració de Hong Kong, en referència a l'article 64, apartat 1.

## Crítiques
A principis de 2013, va començar un moviment entre reformadors a la Xina basat en l'aplicació de les disposicions de la constitució.
La Iniciativa Constitució Oberta va ser una organització formada per advocats i acadèmics de la República Popular de la Xina que defensava l'estat de dret i majors proteccions constitucionals. Va ser censurada pel govern el 14 de juliol de 2009.
El 2019, Ling Li de la Universitat de Viena i Wenzhang Zhou de la Universitat de Zhejiang van escriure que "la constitució apel·la al PCX perquè no ofereix solucions a problemes fonamentals de governança. En canvi, aquestes qüestions es mantenen fora de la constitució perquè puguin ser abordades pel Partit a través d'altres mecanismes reguladors fora de l'àmbit constitucional."